# Morales de Campos
Morales de Campos es un municipio y localidad española de la provincia de Valladolid, en la comunidad autónoma de Castilla y León. Se encuentra en la comarca de Tierra de Campos. Tiene una superficie de 15,92 km² con una población de 155 habitantes y una densidad de 10,05 hab/km².

## Geografía humana

### Demografía
Cuenta con una población de 130 habitantes (INE 2024).

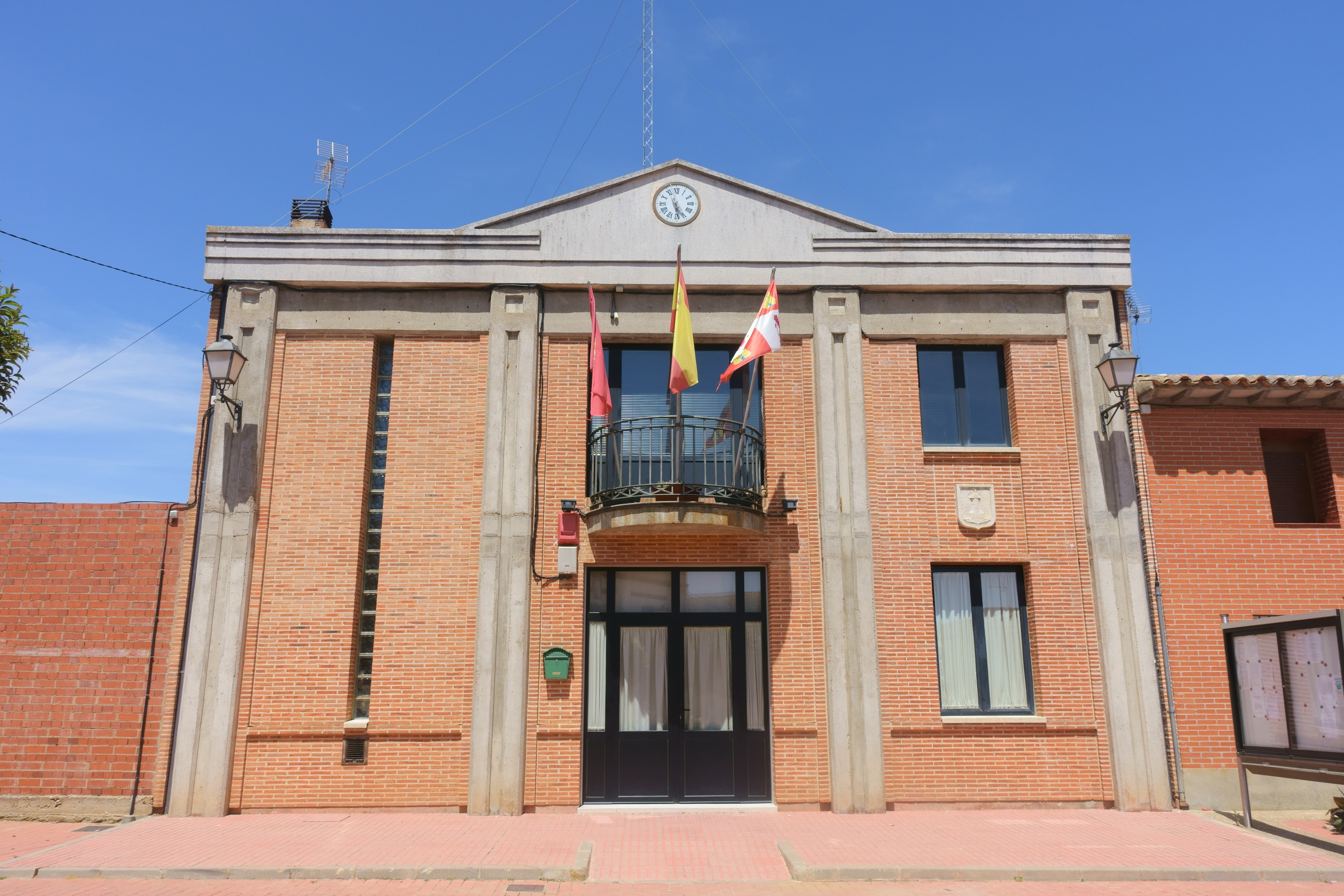
Casa consistorial

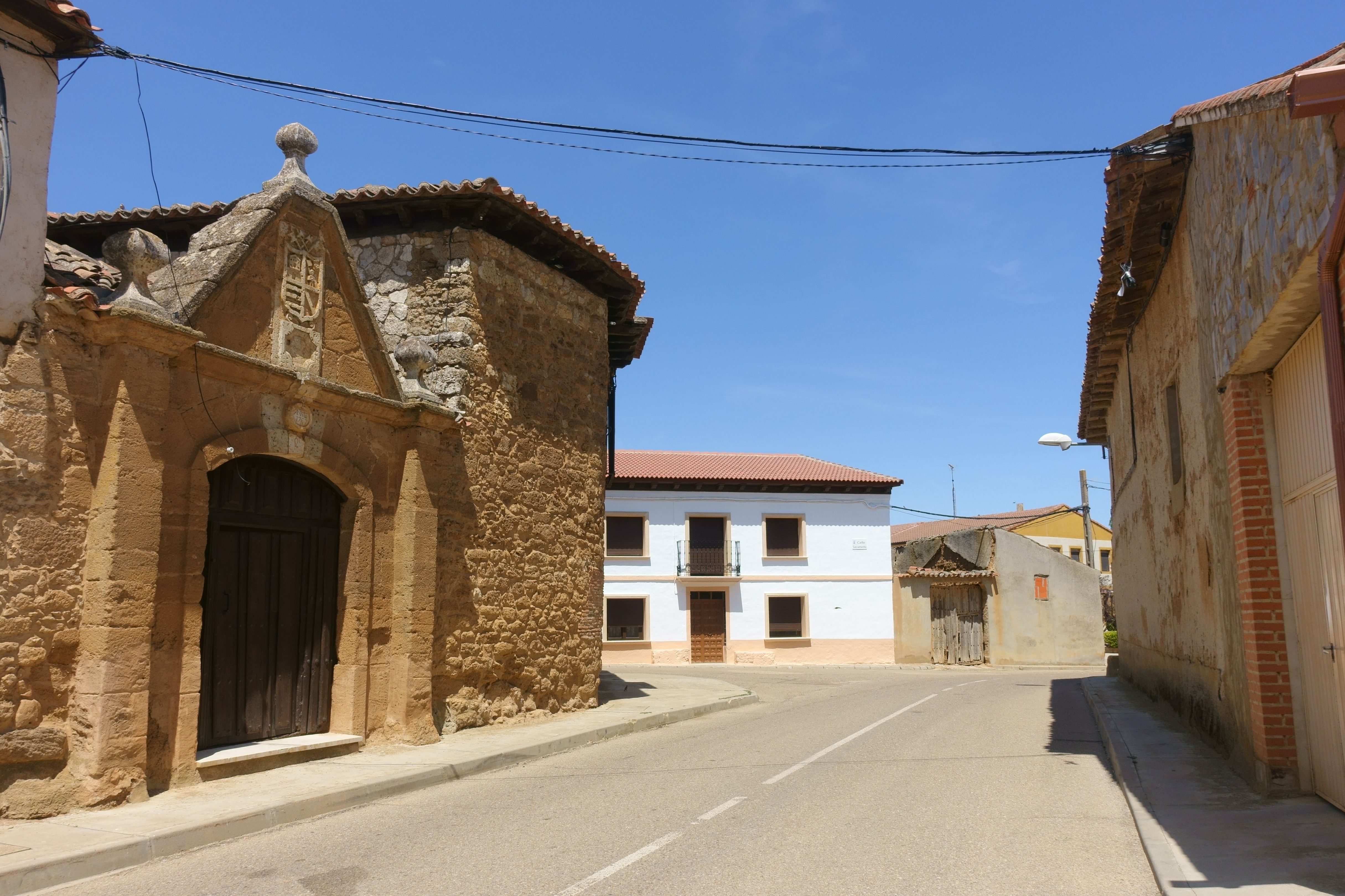
Calle Ancha

| Gráfica de evolución demográfica de Morales de Campos entre 1842 y 2021                                               |
| |
| Población de derecho según los censos de población del INE. Población de hecho según los censos de población del INE. |

| 222                        | 208 | 187 | 179 | 163 | 135 |
| (Fuente: [cita requerida]) |     |     |     |     |     |